# Football Club de Nantes 2014-2015
Questa voce raccoglie le informazioni riguardanti il Football Club de Nantes nelle competizioni ufficiali della stagione 2014-2015.

## Maglie e sponsor
Lo sponsor tecnico per la stagione 2014-2015 è Umbro, mentre lo sponsor ufficiale è Synergie, al secondo anno consecutivo.
Entrambe le maglie, home e away, hanno un doppio colletto circolare con un particolare intaglio a V sul davanti. La prima ha come colore predominante il giallo con inserti verdi; mentre la seconda vede la predominanza del nero con inserti gialli fluo.
| Casa | Trasferta |

## Stagione
La stagione 2014-2015 del Nantes è la 47ª stagione del club in Ligue 1. Nella stagione precedente il Nantes è arrivato tredicesimo in Ligue 1. Michel Der Zakarian viene riconfermato allenatore del club.

## Rosa
| N. |                        | Ruolo | Calciatore             |
| -- | ---------------------- | ----- | ---------------------- |
| 1  | Francia (bandiera)     | P     | Rémy Riou              |
| 2  | Danimarca (bandiera)   | D     | Kian Hansen            |
| 3  | Senegal (bandiera)     | D     | Papy Djilobodji        |
| 4  | Venezuela (bandiera)   | D     | Oswaldo Vizcarrondo    |
| 5  | Francia (bandiera)     | D     | Olivier Veigneau       |
| 6  | Senegal (bandiera)     | C     | Rémi Gomis             |
| 7  | Stati Uniti (bandiera) | C     | Alejandro Bedoya       |
| 8  | Francia (bandiera)     | C     | Vincent Bessat         |
| 10 | Venezuela (bandiera)   | A     | Fernando Aristeguieta  |
| 11 | Guinea (bandiera)      | A     | Ismaël Bangoura        |
| 12 | Mali (bandiera)        | C     | Birama Touré           |
| 13 | Togo (bandiera)        | A     | Serge Gakpé            |
| 14 | Francia (bandiera)     | C     | Georges-Kévin N'Koudou |
| 15 | Francia (bandiera)     | D     | Léo Dubois             |
| 16 | Francia (bandiera)     | P     | Erwin Zelazny          |
| 18 | Francia (bandiera)     | C     | Lucas Déaux            |

| N. |                           | Ruolo | Calciatore         |
| -- | ------------------------- | ----- | ------------------ |
| 19 | Francia (bandiera)        | C     | Abdoulaye Touré    |
| 20 | Francia (bandiera)        | C     | Amine Oudrhiri     |
| 20 | Francia (bandiera)        | C     | Jules Iloki        |
| 21 | Francia (bandiera)        | A     | Johan Audel        |
| 22 | Senegal (bandiera)        | D     | Issa Cissokho      |
| 23 | Israele (bandiera)        | A     | Itay Shechter      |
| 23 | Marocco (bandiera)        | A     | Yacine Bammou      |
| 24 | Comore (bandiera)         | D     | Chaker Alhadhur    |
| 25 | Francia (bandiera)        | C     | Jordan Veretout    |
| 26 | Francia (bandiera)        | D     | Koffi Djidji       |
| 27 | Mali (bandiera)           | A     | Adama Niane        |
| 28 | Francia (bandiera)        | C     | Valentin Rongier   |
| 30 | Francia (bandiera)        | P     | Maxime Dupé        |
| 33 | Rep. del Congo (bandiera) | D     | Anthony Walongwa   |
| 38 | RD del Congo (bandiera)   | A     | Aristote N'Dongala |

## Calciomercato

### Sessione estiva(dal 10/6 all'1/9)
| Acquisti         | Acquisti      | Acquisti        | Acquisti              |
| R.               | Nome          | da              | Modalità              |
| ---------------- | ------------- | --------------- | --------------------- |
| A                | Johan Audel   | Stoccarda II    | riscatto              |
| A                | Itay Shechter | Hapoel Tel Aviv | riscatto (420 mila €) |
| Altre operazioni |               |                 |                       |
| R.               | Nome          | da              | Modalità              |
| D                | Kian Hansen   | Esbjerg         | fine prestito         |
| A                | Yacine Bammou | Luçon           | fine prestito         |
| C                | Jules Iloki   | Luçon           | fine prestito         |

| Cessioni         | Cessioni         | Cessioni       | Cessioni      |
| R.               | Nome             | a              | Modalità      |
| ---------------- | ---------------- | -------------- | ------------- |
| A                | Saad Trabelsi    |                | svincolato    |
| A                | Fabrice Pancrate |                | svincolato    |
| A                | Adrien Trebel    | Standard Liegi | definitivo    |
| A                | Filip Đorđević   | Lazio          | definitivo    |
| Altre operazioni |                  |                |               |
| R.               | Nome             | da             | Modalità      |
| C                | Bănel Nicoliță   | Saint-Étienne  | fine prestito |

### Operazioni esterne alle sessioni
| Cessioni | Cessioni              | Cessioni           | Cessioni                         |
| R.       | Nome                  | da                 | Modalità                         |
| -------- | --------------------- | ------------------ | -------------------------------- |
| C        | Birama Touré          | Brest              | prestito                         |
| A        | Fernando Aristeguieta | Philadelphia Union | prestito con diritto di riscatto |

### Sessione invernale(dal 3/1 al 2/2)
| Cessioni | Cessioni        | Cessioni        | Cessioni   |
| R.       | Nome            | a               | Modalità   |
| -------- | --------------- | --------------- | ---------- |
| C        | Abdoulaye Touré | Poiré-sur-Vie   | prestito   |
| A        | Itay Shechter   | Hapoel Tel Aviv | definitivo |

## Risultati

### Ligue 1

#### Girone d'andata
| Arbitro: | Desiage |

|            |           |  |
| Bammou 65’ | Marcatori |  |

| Arbitro: | Castro |

|                      |           |             |
| N'Gbakoto 12’ (rig.) | Marcatori | 2’ Veretout |

| Arbitro: | Delerue |

|  |           |            |
|  | Marcatori | 45’ Falcao |

| Arbitro: | Schneider |

|           |           |  |
| Gakpé 78’ | Marcatori |  |

| Arbitro: | Jaffredo |

|                     |           |  |
| Origi 46’ Lopes 49’ | Marcatori |  |

| Arbitro: | Turpin |

|                              |           |           |
| Amavi 9’ (aut.) Shechter 43’ | Marcatori | 70’ Amavi |

| Furiani 24 settembre 2014, ore 19:00 CET 7ª giornata | Bastia  | 0 – 0 referto | Nantes | Stade Armand Cesari (11.380 spett.)\| Arbitro: \| Chapron \| |
| Arbitro:                                             | Chapron |               |        |                                                              |

| Arbitro: | Rainville |

|                     |           |             |
| Veretout 73’ (rig.) | Marcatori | 51’ B. Koné |

| Arbitro: | Ennjimi |

|  |           |              |
|  | Marcatori | 33’ N'Koudou |

| Arbitro: | Moreira |

|           |           |              |
| Audel 13’ | Marcatori | 58’ Rigonato |

| Arbitro: | Lannoy |

|  |           |                         |
|  | Marcatori | 42’ Veretout 75’ Bammou |

| Arbitro: | Fautrel |

|                   |           |             |
| Armand 21’ (aut.) | Marcatori | 4’ Henrique |

| Arbitro: | Chapron |

|             |           |                              |
| Duhamel 24’ | Marcatori | 40’ Vizcarrondo 60’ Veretout |

| Nantes 23 novembre 2014, ore 14:00 CET 14ª giornata | Nantes  | 0 – 0 referto | Saint-Étienne | Stade de la Beaujoire (32.324 spett.)\| Arbitro: \| Ennjimi \| |
| Arbitro:                                            | Ennjimi |               |               |                                                                |

| Arbitro: | Buquet |

|                       |           |  |
| Thauvin 24’ Fanni 39’ | Marcatori |  |

| Arbitro: | Gautier |

|                     |           |                           |
| Veretout 64’ (rig.) | Marcatori | 24’ Sylla 85’ Braithwaite |

| Arbitro: | Bastien |

|                      |           |           |
| Ibrahimović 34’, 48’ | Marcatori | 8’ Bedoya |

| Arbitro: | Lannoy |

|                             |           |                   |
| Veretout 22’ Jug 66’ (aut.) | Marcatori | 27’ (rig.) Hansen |

| Arbitro: | Schneider |

|          |           |                      |
| Ayew 73’ | Marcatori | 44’ Bammou 78’ Audel |

#### Girone di ritorno
| Nantes 11 gennaio 2015, ore 17:00 CET 20ª giornata | Nantes | 0 – 0 referto | Metz | Stade de la Beaujoire (28 090 spett.)\| Arbitro: \| Varela \| |
| Arbitro:                                           | Varela |               |      |                                                               |

| Arbitro: | Desiage |

|           |           |  |
| Silva 73’ | Marcatori |  |

| Arbitro: | Turpin |

|                                               |           |  |
| Lasne 8’ Bérigaud 57’ Mounier 78’ Barrios 82’ | Marcatori |  |

| Arbitro: | Bien |

|                 |           |               |
| Vizcarrondo 80’ | Marcatori | 14’ Delaplace |

| Nizza 8 febbraio 2015, ore 17:00 CET 24ª giornata | Nizza   | 0 – 0 referto | Nantes | Allianz Riviera (18 062 spett.)\| Arbitro: \| Chapron \| |
| Arbitro:                                          | Chapron |               |        |                                                          |

| Arbitro: | Lesage |

|  |           |                   |
|  | Marcatori | 30’ Sio 75’ Ayité |

| Arbitro: | Fautrel |

|           |           |  |
| Fekir 67’ | Marcatori |  |

| Arbitro: | Delerue |

|            |           |  |
| Bammou 68’ | Marcatori |  |

| Arbitro: | Castro |

|                                   |           |              |
| Bourillon 14’ Mandi 16’ N'Gog 59’ | Marcatori | 77’ Bangoura |

| Arbitro: | Varela |

|                        |           |              |
| N'Koudou 45’ Gakpé 47’ | Marcatori | 75’ N'Sikulu |

| Rennes 21 marzo 2015, ore 20:00 CET 30ª giornata | Rennes | 0 – 0 referto | Nantes | Stade de la Route de Lorient (25 140 spett.)\| Arbitro: \| Bien \| |
| Arbitro:                                         | Bien   |               |        |                                                                    |

| Arbitro: | Millot |

|            |           |                             |
| Bedoya 11’ | Marcatori | 80’ (rig.) Sala 90+2’ Lemar |

| Arbitro: | Turpin |

|             |           |  |
| Tabanou 18’ | Marcatori |  |

| Arbitro: | Lannoy |

|           |           |  |
| Gakpé 20’ | Marcatori |  |

| Arbitro: | Jaffredo |

|              |           |            |
| Regattin 22’ | Marcatori | 88’ Bedoya |

| Arbitro: | Buquet |

|                         |           |                       |
| Bessat 68’ Cissokho 81’ | Marcatori | 3’ Cavani 31’ Matuidi |

| Arbitro: | Gautier |

|                       |           |              |
| Rolán 20’ (rig.), 69’ | Marcatori | 15’ Veretout |

| Arbitro: | Thual |

|          |           |                      |
| Audel 6’ | Marcatori | 4’ (aut.) Djilobodji |

| Arbitro: | Moreira |

|              |           |  |
| Chavarria 5’ | Marcatori |  |

### Coppa di Francia

#### Fase a eliminazione diretta
| Arbitro: | Thual |

|                                                              |           |  |
| Déaux 15’ Narcissot 32’ (aut.) Rongier 78’ Vizcarrondo 90+1’ | Marcatori |  |

| Arbitro: | Jaffredo |

|                      |           |                        |
| Bessat 19’, 21’, 88’ | Marcatori | 5’ Lacazette 59’ Fekir |

| Arbitro: | Lannoy |

|                       |           |  |
| Cavani 19’ Cabaye 34’ | Marcatori |  |

### Coppa di Lega

#### Fase a eliminazione diretta
| Arbitro: | Desiage |

|                                            |           |  |
| Shechter 4’, 90+1’ Bessat 57’ Bangoura 72’ | Marcatori |  |

| Arbitro: | Delerue |

|                                                          |           |                         |
| Vizcarrondo 71’ Gakpé 83’ (rig.) Audel 92’ Bangoura 118’ | Marcatori | 60’ Falcón 62’ Doukouré |

| Arbitro: | Buquet |

|                      |           |  |
| Corchia 9’ Kjaer 69’ | Marcatori |  |

## Statistiche

### Statistiche di squadra
| Competizione     | Punti | In casa | In casa | In casa | In casa | In casa | In casa | In trasferta | In trasferta | In trasferta | In trasferta | In trasferta | In trasferta | Totale | Totale | Totale | Totale | Totale | Totale | DR  |
| Competizione     | Punti | G       | V       | N       | P       | Gf      | Gs      | G            | V            | N            | P            | Gf           | Gs           | G      | V      | N      | P      | Gf     | Gs     | DR  |
| ---------------- | ----- | ------- | ------- | ------- | ------- | ------- | ------- | ------------ | ------------ | ------------ | ------------ | ------------ | ------------ | ------ | ------ | ------ | ------ | ------ | ------ | --- |
| Ligue 1          | 45    | 19      | 7       | 7       | 5       | 17      | 17      | 19           | 4            | 5            | 10           | 12           | 23           | 38     | 11     | 12     | 15     | 29     | 40     | -11 |
| Coppa di Francia | -     | 2       | 2       | 0       | 0       | 7       | 2       | 1            | 0            | 0            | 1            | 0            | 2            | 3      | 2      | 0      | 1      | 7      | 4      | +3  |
| Coppa di Lega    | -     | 2       | 2       | 0       | 0       | 8       | 2       | 1            | 0            | 0            | 1            | 0            | 2            | 3      | 2      | 0      | 1      | 8      | 4      | +4  |
| Totale           | -     | 23      | 11      | 7       | 5       | 32      | 21      | 21           | 4            | 5            | 12           | 12           | 27           | 44     | 15     | 12     | 17     | 44     | 48     | -4  |

### Andamento in campionato
| Giornata  | 1 | 2 | 3 | 4 | 5  | 6 | 7 | 8 | 9 | 10 | 11 | 12 | 13 | 14 | 15 | 16 | 17 | 18 | 19 | 20 | 21 | 22 | 23 | 24 | 25 | 26 | 27 | 28 | 29 | 30 | 31 | 32 | 33 | 34 | 35 | 36 | 37 | 38 |
| --------- | - | - | - | - | -- | - | - | - | - | -- | -- | -- | -- | -- | -- | -- | -- | -- | -- | -- | -- | -- | -- | -- | -- | -- | -- | -- | -- | -- | -- | -- | -- | -- | -- | -- | -- | -- |
| Luogo     | C | T | C | C | T  | C | T | C | T | C  | T  | C  | T  | C  | T  | C  | T  | C  | T  | C  | T  | T  | C  | T  | C  | T  | C  | T  | C  | T  | C  | T  | C  | T  | C  | T  | C  | T  |
| Risultato | V | N | P | V | P  | V | N | N | V | N  | V  | N  | V  | N  | P  | P  | P  | V  | V  | N  | P  | P  | N  | N  | P  | P  | V  | P  | V  | N  | P  | P  | V  | N  | P  | P  | N  | P  |
| Posizione | 6 | 5 | 8 | 7 | 10 | 7 | 7 | 9 | 5 | 6  | 5  | 6  | 5  | 4  | 7  | 7  | 9  | 8  | 7  | 7  | 8  | 9  | 9  | 9  | 10 | 11 | 8  | 11 | 9  | 9  | 10 | 11 | 10 | 10 | 11 | 12 | 13 | 14 |

Fonte:  Classements, su lfp.fr, LFP.
Legenda:

Luogo: C = Casa; T = Trasferta. Risultato: V = Vittoria; N = Pareggio; P = Sconfitta.

### Statistiche dei giocatori
| Giocatore       | Ligue 1  | Ligue 1 | Ligue 1     | Ligue 1    | Coppa di Francia | Coppa di Francia | Coppa di Francia | Coppa di Francia | Coppa di Lega | Coppa di Lega | Coppa di Lega | Coppa di Lega | Totale   | Totale | Totale      | Totale     |
| Giocatore       | Presenze | Reti    | Ammonizioni | Espulsioni | Presenze         | Reti             | Ammonizioni      | Espulsioni       | Presenze      | Reti          | Ammonizioni   | Espulsioni    | Presenze | Reti   | Ammonizioni | Espulsioni |
| --------------- | -------- | ------- | ----------- | ---------- | ---------------- | ---------------- | ---------------- | ---------------- | ------------- | ------------- | ------------- | ------------- | -------- | ------ | ----------- | ---------- |
| C. Alhadhur     | 15       | 0       | 3           | 1          | 2                | 0                | 0                | 0                | 2             | 0             | 0             | 0             | 19       | 0      | 3           | 1          |
| F. Aristeguieta | 6        | 0       | 0           | 1          | 1                | 0                | 0                | 0                | 1             | 0             | 0             | 0             | 8        | 0      | 0           | 1          |
| J. Audel        | 24       | 3       | 0           | 0          | 2                | 0                | 0                | 0                | 2             | 1             | 0             | 0             | 28       | 4      | 0           | 0          |
| Y. Bammou       | 37       | 4       | 3           | 0          | 1                | 0                | 0                | 0                | 3             | 0             | 0             | 0             | 41       | 4      | 3           | 0          |
| I. Bangoura     | 15       | 1       | 1           | 0          | 2                | 0                | 0                | 0                | 3             | 2             | 0             | 0             | 20       | 3      | 1           | 0          |
| N. Badri        | 0        | 0       | 0           | 0          | 0                | 0                | 0                | 0                | 0             | 0             | 0             | 0             | 0        | 0      | 0           | 0          |
| A. Bedoya       | 28       | 3       | 3           | 0          | 3                | 0                | 1                | 0                | 2             | 0             | 0             | 0             | 33       | 3      | 4           | 0          |
| V. Bessat       | 27       | 0       | 3           | 0          | 2                | 3                | 0                | 0                | 3             | 1             | 0             | 0             | 32       | 4      | 3           | 0          |
| I. Cissokho     | 33       | 0       | 5           | 0          | 2                | 0                | 1                | 0                | 2             | 0             | 0             | 0             | 37       | 0      | 6           | 0          |
| L. Déaux        | 34       | 0       | 6           | 0          | 3                | 1                | 0                | 0                | 3             | 0             | 1             | 0             | 40       | 1      | 7           | 0          |
| K. Djiji        | 5        | 0       | 1           | 0          | 1                | 0                | 0                | 0                | 0             | 0             | 0             | 0             | 6        | 0      | 1           | 0          |
| P. Djilobodji   | 31       | 0       | 11          | 0          | 1                | 0                | 0                | 0                | 1             | 0             | 0             | 0             | 33       | 0      | 11          | 0          |
| L. Dubois       | 2        | 0       | 0           | 0          | 0                | 0                | 0                | 0                | 0             | 0             | 0             | 0             | 2        | 0      | 0           | 0          |
| M. Dupé         | 6        | 0       | 0           | 0          | 3                | 0                | 0                | 0                | 0             | 0             | 0             | 0             | 9        | 0      | 0           | 0          |
| S. Gakpé        | 33       | 3       | 5           | 0          | 2                | 0                | 1                | 0                | 2             | 1             | 1             | 0             | 37       | 4      | 7           | 0          |
| R. Gomis        | 20       | 0       | 8           | 0          | 2                | 0                | 0                | 0                | 3             | 0             | 1             | 0             | 25       | 0      | 9           | 0          |
| K. Hansen       | 29       | 0       | 3           | 0          | 0                | 0                | 0                | 0                | 0             | 0             | 0             | 0             | 29       | 0      | 3           | 0          |
| J. Iloki        | 2        | 0       | 0           | 0          | 1                | 0                | 0                | 0                | 1             | 0             | 0             | 0             | 4        | 0      | 0           | 0          |
| A. Ndongala     | 1        | 0       | 0           | 0          | 0                | 0                | 0                | 0                | 0             | 0             | 0             | 0             | 1        | 0      | 0           | 0          |
| A. Niane        | 3        | 0       | 0           | 0          | 0                | 0                | 0                | 0                | 0             | 0             | 0             | 0             | 3        | 0      | 0           | 0          |
| G.K. N'Koudou   | 28       | 2       | 2           | 0          | 3                | 0                | 0                | 0                | 1             | 0             | 0             | 0             | 32       | 2      | 2           | 0          |
| A. Oudrhiri     | 0        | 0       | 0           | 0          | 0                | 0                | 0                | 0                | 0             | 0             | 0             | 0             | 0        | 0      | 0           | 0          |
| R. Riou         | 32       | 0       | 2           | 0          | 0                | 0                | 0                | 0                | 3             | 0             | 1             | 0             | 35       | 0      | 3           | 0          |
| V. Rongier      | 6        | 0       | 1           | 0          | 1                | 0                | 0                | 0                | 1             | 0             | 0             | 0             | 8        | 0      | 1           | 0          |
| I. Shechter     | 13       | 1       | 0           | 0          | 1                | 0                | 0                | 0                | 2             | 2             | 0             | 0             | 16       | 3      | 0           | 0          |
| A. Touré        | 0        | 0       | 0           | 0          | 0                | 0                | 0                | 0                | 0             | 0             | 0             | 0             | 0        | 0      | 0           | 0          |
| B. Touré        | 1        | 0       | 0           | 0          | 0                | 0                | 0                | 0                | 1             | 0             | 0             | 0             | 2        | 0      | 0           | 0          |
| O. Veigneau     | 24       | 0       | 2           | 0          | 2                | 0                | 0                | 0                | 2             | 0             | 0             | 0             | 28       | 0      | 2           | 0          |
| J. Veretout     | 36       | 7       | 6           | 0          | 3                | 0                | 0                | 0                | 1             | 0             | 0             | 0             | 40       | 7      | 6           | 0          |
| O. Vizcarrondo  | 36       | 2       | 6           | 1          | 3                | 1                | 0                | 0                | 3             | 1             | 0             | 0             | 42       | 4      | 6           | 1          |
| A. Walongwa     | 0        | 0       | 0           | 0          | 1                | 0                | 0                | 0                | 0             | 0             | 0             | 0             | 1        | 0      | 0           | 0          |
| E. Zelazny      | 0        | 0       | 0           | 0          | 0                | 0                | 0                | 0                | 0             | 0             | 0             | 0             | 0        | 0      | 0           | 0          |